# マネジメント学部
マネジメント学部（マネジメントがくぶ）とは、大学においてマネジメント学を専攻とする学部である。

## 概要
本来「マネジメント」とは、経営管理などの意味を持つ言葉で、組織の目標を設定し、その目標を達成するために組織の経営資源を効率的に活用したり、リスク管理などを実施することをいう。日本国内の大学においては、こうした経営管理などの経営学部のカリキュラムに近い分野を専攻とする学部のほか、マネジメントの前に「医療」や「地域」といった語を冠し、当該分野の「管理」について専攻する学部も多く存在する。
マネジメント学部は比較的新しい学部名称であり、2000年に跡見学園女子大学に初めて設置された。

## マネジメント学部を持つ日本の大学
- 跡見学園女子大学
- 大阪成蹊大学

## マネジメント学部と類似する学部・学群名称
- 東北福祉大学 総合マネジメント学部
- 国際医療福祉大学 赤坂心理・医療福祉マネジメント学部
- 東京通信大学 情報マネジメント学部
- 桜美林大学 ビジネスマネジメント学群
- 産業能率大学 情報マネジメント学部
- 日本体育大学 スポーツマネジメント学部
- 秀明大学 英語情報マネジメント学部
- 長野県立大学 グローバルマネジメント学部
- 愛知学泉大学 現代マネジメント学部
- 椙山女学園大学 現代マネジメント学部
- 立命館大学 食マネジメント学部
- 甲南大学 マネジメント創造学部
- 山陽学園大学 地域マネジメント学部
- 川崎医療福祉大学 医療福祉マネジメント学部
- 高知工科大学 経済・マネジメント学群